# Кислуха (посёлок)
Кислу́ха — посёлок в Первомайском районе Алтайского края России. Входит в состав Повалихинского сельсовета.

## География
Посёлок находится у реки Кислуха, правого притока Оби.
Климат
Климат континентальный. Продолжительность периода с устойчивым снежным покровом составляет 160-170 дней, абсолютный минимум температуры воздуха достигает -50 °C. Средняя температура января −19,9 °C, июля +19 °C. Безморозный период длится 110 – 115 дней, абсолютный максимум температуры воздуха достигает +33-35 °C. Годовое количество атмосферных осадков — 360 мм.
Уличная сеть
В посёлке 20 улиц и 4 переулка.
Расстояние до
- районного центра Новоалтайск: 18 км.
- краевого центра Барнаул: 16 км.

Ближайшие населенные пункты
Повалиха 4 км, Костяки 6 км, Лесной 7 км, Лесная Поляна 7 км, Боровиха 8 км, Казачий (Алтайский край) 9 км, Сибирский 9 км, Октябрьское 11 км, Зудилово 12 км.

## История
Первые поселение в данной местности возникли еще в начале XVIII века. Из одного крестьянского донесения от 1773 года следует, что поселение Кислуха возникло ранее 1703 года, но документальных сведений в официальных источниках не зарегистрировано. В других источниках возникновение поселения Кислуха относят к 1745 году, поскольку упоминание о деревне встречается в росписи раскольников от 29 марта 1745 года.
В Списке населенных мест Томской губернии за 1911 год зафиксировано, что деревня Кислуха Белоярской волости находится по обоим берегам реки, число дворов 179, проживает 483 мужчины и 480 женщин. В деревне имеется школа грамоты, мануфактурная лавка, 2 мелочные лавки.
В Списках населенных мест Сибирского округа 1928 года указана дата основания деревни - 1625 год. Деревня относится к Белоярскому району, имеется сельский совет, школа, лавка.
Число дворов по переписи 1926 года — 230, мужчин 597, женщин — 588.
Наименование села — гидроним. Реку жители называли Кислухой, потому что «…вода там кислая» .

## Население
| 1997 | 1998 | 1999 | 2000 | 2001 | 2002 | 2003 |
| ---- | ---- | ---- | ---- | ---- | ---- | ---- |
| 49   | ↗70  | ↗73  | ↗76  | ↘52  | ↗55  | ↗72  |
| 2004 | 2005 | 2006 | 2007 | 2008 | 2009 | 2010 |
| ↗75  | ↗79  | ↗97  | ↗132 | ↗156 | ↗198 | ↘185 |
| 2011 | 2012 | 2013 |      |      |      |      |
| ↗224 | ↗300 | ↘263 |      |      |      |      |

## Инфраструктура
Возле посёлка расположены садоводческие и дачные некоммерческое товарищества: СНТ «Автомобилист», ДНТ «Радужное», СТ «Локомотив», «Клён», есть православный детский дом, администрация находится в селе Повалиха, большинство предприятий различного рода услуг – там же.

## Транспорт
Село соединяет с районным и областным центром федеральная автомагистраль Р-256 Чуйский тракт (Новосибирск—Бийск—Ташанта) и сеть региональных автодорог, налажено междугороднее автобусное сообщение. Ближайший остановочный пункт электрички в селе Повалиха, крупная железнодорожная станция находится в городе Новоалтайск.

## Достопримечательности
- Санаторий «Обские плесы» [14].
- Свято-Иоанно-Кронштадтский женский монастырь[15].